# Z
Z, z (gọi là dét hoặc di) là chữ cái thứ 26 và cuối cùng trong phần nhiều bảng chữ cái dựa trên hệ chữ Latinh. Mặc dù cũng được phát triển trên hệ thống chữ Latinh, bảng chữ cái tiếng Việt không sử dụng chữ này mà sử dụng chữ "d" cho âm /z/ ("dờ"). Tuy nhiên một số ít người Việt vẫn sử dụng chữ này trong tiếng Việt, ví dụ như chính chủ tịch Hồ Chí Minh khi viết di chúc đã viết chữ "z" thay "d" (ông viết "nhân zân" thay vì viết "nhân dân"). Một số người Việt đôi khi thay D bằng Z hoặc thêm Z sau D để biểu thị đúng âm "dờ" (ví dụ như Hồ Dzếnh, Nguyễn Dzoãn Cẩm Vân), đặc biệt nếu phải viết tên riêng không dấu (ví dụ như Doãn viết thành "Dzoan"/"Zoan" thay vì "Doan" để phân biệt với Đoàn, hay Dương viết thành "Dzuong"/"Zuong" thay vì "Duong" để phân biệt với Đường).
- Trong hoá học, Z là ký hiệu cho số hiệu nguyên tử.
- Trong toán học, {\displaystyle \mathbb {Z} } là ký hiệu tập hợp các số nguyên.

| Bảng chữ cái Latinh                                                                         | Bảng chữ cái Latinh       | Bảng chữ cái Latinh       | Bảng chữ cái Latinh       | Bảng chữ cái Latinh       | Bảng chữ cái Latinh       | Bảng chữ cái Latinh       | Bảng chữ cái Latinh       | Bảng chữ cái Latinh       | Bảng chữ cái Latinh       | Bảng chữ cái Latinh       | Bảng chữ cái Latinh       | Bảng chữ cái Latinh       | Bảng chữ cái Latinh       | Bảng chữ cái Latinh       | Bảng chữ cái Latinh       | Bảng chữ cái Latinh       | Bảng chữ cái Latinh       | Bảng chữ cái Latinh       | Bảng chữ cái Latinh       | Bảng chữ cái Latinh       | Bảng chữ cái Latinh       | Bảng chữ cái Latinh       | Bảng chữ cái Latinh       | Bảng chữ cái Latinh       | Bảng chữ cái Latinh       | Bảng chữ cái Latinh       | Bảng chữ cái Latinh       | Bảng chữ cái Latinh       | Bảng chữ cái Latinh       | Bảng chữ cái Latinh       | Bảng chữ cái Latinh       | Bảng chữ cái Latinh       |
| Bảng chữ cái chữ Quốc ngữ                                                                   | Bảng chữ cái chữ Quốc ngữ | Bảng chữ cái chữ Quốc ngữ | Bảng chữ cái chữ Quốc ngữ | Bảng chữ cái chữ Quốc ngữ | Bảng chữ cái chữ Quốc ngữ | Bảng chữ cái chữ Quốc ngữ | Bảng chữ cái chữ Quốc ngữ | Bảng chữ cái chữ Quốc ngữ | Bảng chữ cái chữ Quốc ngữ | Bảng chữ cái chữ Quốc ngữ | Bảng chữ cái chữ Quốc ngữ | Bảng chữ cái chữ Quốc ngữ | Bảng chữ cái chữ Quốc ngữ | Bảng chữ cái chữ Quốc ngữ | Bảng chữ cái chữ Quốc ngữ | Bảng chữ cái chữ Quốc ngữ | Bảng chữ cái chữ Quốc ngữ | Bảng chữ cái chữ Quốc ngữ | Bảng chữ cái chữ Quốc ngữ | Bảng chữ cái chữ Quốc ngữ | Bảng chữ cái chữ Quốc ngữ | Bảng chữ cái chữ Quốc ngữ | Bảng chữ cái chữ Quốc ngữ | Bảng chữ cái chữ Quốc ngữ | Bảng chữ cái chữ Quốc ngữ | Bảng chữ cái chữ Quốc ngữ | Bảng chữ cái chữ Quốc ngữ | Bảng chữ cái chữ Quốc ngữ | Bảng chữ cái chữ Quốc ngữ | Bảng chữ cái chữ Quốc ngữ | Bảng chữ cái chữ Quốc ngữ | Bảng chữ cái chữ Quốc ngữ |
| ------------------------------------------------------------------------------------------- | ------------------------- | ------------------------- | ------------------------- | ------------------------- | ------------------------- | ------------------------- | ------------------------- | ------------------------- | ------------------------- | ------------------------- | ------------------------- | ------------------------- | ------------------------- | ------------------------- | ------------------------- | ------------------------- | ------------------------- | ------------------------- | ------------------------- | ------------------------- | ------------------------- | ------------------------- | ------------------------- | ------------------------- | ------------------------- | ------------------------- | ------------------------- | ------------------------- | ------------------------- | ------------------------- | ------------------------- | ------------------------- |
| Aa                                                                                          | Ăă                        | Ââ                        | Bb                        | Cc                        | Dd                        | Đđ                        | Ee                        | Êê                        |                           | Gg                        | Hh                        | Ii                        |                           | Kk                        | Ll                        | Mm                        | Nn                        | Oo                        | Ôô                        | Ơơ                        | Pp                        | Qq                        | Rr                        | Ss                        | Tt                        | Uu                        | Ưư                        | Vv                        |                           | Xx                        | Yy                        |                           |
| Bảng chữ cái Latinh cơ bản của ISO                                                          |                           |                           |                           |                           |                           |                           |                           |                           |                           |                           |                           |                           |                           |                           |                           |                           |                           |                           |                           |                           |                           |                           |                           |                           |                           |                           |                           |                           |                           |                           |                           |                           |
| Aa                                                                                          |                           |                           | Bb                        | Cc                        | Dd                        |                           | Ee                        |                           | Ff                        | Gg                        | Hh                        | Ii                        | Jj                        | Kk                        | Ll                        | Mm                        | Nn                        | Oo                        |                           |                           | Pp                        | Qq                        | Rr                        | Ss                        | Tt                        | Uu                        |                           | Vv                        | Ww                        | Xx                        | Yy                        | Zz                        |
| Chữ Z với các dấu phụ                                                                       |                           |                           |                           |                           |                           |                           |                           |                           |                           |                           |                           |                           |                           |                           |                           |                           |                           |                           |                           |                           |                           |                           |                           |                           |                           |                           |                           |                           |                           |                           |                           |                           |
| Źź                                                                                          | Ẑẑ                        | Žž                        | Żż                        | Ẓẓ                        | Ẕẕ                        | Ƶƶ                        | Ȥȥ                        | Ⱬⱬ                        | ᵶ                         | ᶎ                         | ʐ                         | ʑ                         | ɀ                         |                           |                           |                           |                           |                           |                           |                           |                           |                           |                           |                           |                           |                           |                           |                           |                           |                           |                           |                           |
| Ghép hai chữ cái                                                                            |                           |                           |                           |                           |                           |                           |                           |                           |                           |                           |                           |                           |                           |                           |                           |                           |                           |                           |                           |                           |                           |                           |                           |                           |                           |                           |                           |                           |                           |                           |                           |                           |
| Za                                                                                          | Ză                        | Zâ                        | Zb                        | Zc                        | Zd                        | Zđ                        | Ze                        | Zê                        | Zf                        | Zg                        | Zh                        | Zi                        | Zj                        | Zk                        | Zl                        | Zm                        | Zn                        | Zo                        | Zô                        | Zơ                        | Zp                        | Zq                        | Zr                        | Zs                        | Zt                        | Zu                        | Zư                        | Zv                        | Zw                        | Zx                        | Zy                        | Zz                        |
| ZA                                                                                          | ZĂ                        | ZÂ                        | ZB                        | ZC                        | ZD                        | ZĐ                        | ZE                        | ZÊ                        | ZF                        | ZG                        | ZH                        | ZI                        | ZJ                        | ZK                        | ZL                        | ZM                        | ZN                        | ZO                        | ZÔ                        | ZƠ                        | ZP                        | ZQ                        | ZR                        | ZS                        | ZT                        | ZU                        | ZƯ                        | ZV                        | ZW                        | ZX                        | ZY                        | ZZ                        |
| aZ                                                                                          | ăZ                        | âZ                        | bZ                        | cZ                        | dZ                        | đZ                        | eZ                        | êZ                        | fZ                        | gZ                        | hZ                        | iZ                        | jZ                        | kZ                        | lZ                        | mZ                        | nZ                        | oZ                        | ôZ                        | ơZ                        | pZ                        | qZ                        | rZ                        | sZ                        | tZ                        | uZ                        | ưZ                        | vZ                        | wZ                        | xZ                        | yZ                        | zZ                        |
| AZ                                                                                          | ĂZ                        | ÂZ                        | BZ                        | CZ                        | DZ                        | ĐZ                        | EZ                        | ÊZ                        | FZ                        | GZ                        | HZ                        | IZ                        | JZ                        | KZ                        | LZ                        | MZ                        | NZ                        | OZ                        | ÔZ                        | ƠZ                        | PZ                        | QZ                        | RZ                        | SZ                        | TZ                        | UZ                        | ƯZ                        | VZ                        | WZ                        | XZ                        | YZ                        | ZZ                        |
| Ghép chữ Z với số hoặc số với chữ Z                                                         |                           |                           |                           |                           |                           |                           |                           |                           |                           |                           |                           |                           |                           |                           |                           |                           |                           |                           |                           |                           |                           |                           |                           |                           |                           |                           |                           |                           |                           |                           |                           |                           |
|                                                                                             |                           |                           |                           | Z0                        | Z1                        | Z2                        | Z3                        | Z4                        | Z5                        | Z6                        | Z7                        | Z8                        | Z9                        |                           |                           |                           |                           |                           | 0Z                        | 1Z                        | 2Z                        | 3Z                        | 4Z                        | 5Z                        | 6Z                        | 7Z                        | 8Z                        | 9Z                        |                           |                           |                           |                           |
| Xem thêm                                                                                    |                           |                           |                           |                           |                           |                           |                           |                           |                           |                           |                           |                           |                           |                           |                           |                           |                           |                           |                           |                           |                           |                           |                           |                           |                           |                           |                           |                           |                           |                           |                           |                           |
| Biến thể Chữ số Cổ tự học Danh sách các chữ cái Dấu câu Dấu phụ ISO/IEC 646 Lịch sử Unicode |                           |                           |                           |                           |                           |                           |                           |                           |                           |                           |                           |                           |                           |                           |                           |                           |                           |                           |                           |                           |                           |                           |                           |                           |                           |                           |                           |                           |                           |                           |                           |                           |